# Martin Dies senior
Martin Dies (* 13. März 1870 im Jackson Parish, Louisiana; † 13. Juli 1922 in Kerrville, Texas) war ein US-amerikanischer Politiker. Er vertrat den Bundesstaat Texas als Abgeordneter im US-Repräsentantenhaus.

## Werdegang
Martin Dies wurde 1870 als Sohn von David Warren und Sarah Jane (Pyburn) in Louisiana geboren. Die Familie zog dann 1876 in das Freestone County in Texas, wo Dies die öffentliche Schule besuchte. Einige Quellen lassen erkennen, dass Dies die Law School der University of Texas besuchte, wobei andere Quellen behaupten, dass er in Osttexas in den verschiedensten Berufen tätig war, wie z. B. Hufschmied, Eisenbahnbau, Lehrer und in einem Sägewerk. Trotzdem wurde Dies 1892 als Anwalt in Texas zugelassen. Er praktizierte in Woodville, Beaumont, Colorado City und Kountze. Zu erwähnen ist auch, dass er eine Zeitung im Freestone County herausgab und später County Marshal war.
Dies heiratete am 15. Mai 1892 Olive Cline Blackshear. Sie hatten zwei Töchter und einen Sohn, Martin Jr., der ebenfalls Politiker wurde. Die Ehe wurde später geschieden. Im Jahr 1894 wählte man ihn zum Bezirksrichter des Tyler County. Das war ein Glücksfall für Dies, denn er nutzte seine richterliche Gewalt aus, um sich Landansprüche in der Bauholzregion in Osttexas zu sichern. Er und seine Familie zogen dann 1897 in den Süden nach Beaumont um.

## Politik
Während des Spanisch-Amerikanischen Krieges trat er in die Kompanie D des dritten Regiments Beaumont Light Guards der Freiwilligenarmee von Texas ein. Nach seiner Rückkehr 1898 wählte man ihn zum Staatsanwalt des ersten Bezirksgerichts. Dies hatte jedoch nicht viel Glück, denn er erlitt eine finanzielle Schlappe, als er einen Kredit seinem Freund John Herry Kirby nicht zurückzahlen konnte. Das Ergebnis all dessen war, dass er und seine Familie 1899 nach Colorado City in Westtexas umzogen.
Im Jahr 1908 stellte Dies sich als Kandidat zur Wahl in den Kongress und gewann. Er bezwang den Amtsinhaber Samuel B. Cooper. Dies vertrat danach den zweiten Kongresswahlbezirk von Texas vom 61. bis zum 65. Kongress (1909–1919). Während seiner Amtszeit lehnte er große militärische Ausgaben, sowie hohe Zölle, ab, jedoch befürwortete er eine Einkommensteuer. Er trat 1918 nicht noch einmal zur Wiederwahl in den Kongress an. Er war ein Demokrat, Methodist und freimütiger Nativist. Des Weiteren war er gegen das Frauenwahlrecht und 1916 gegen Woodrow Wilsons Preparedness Program.
Martin Dies starb am 13. Juli 1922 in Kerrville und wurde auf dem Glenwood Cemetery in Houston beerdigt.